# Schillerstraße (Heilbronn)
Die Schillerstraße liegt in der östlichen Innenstadt von Heilbronn und verbindet die Allee im Westen mit der Kunzestraße im Osten. Sie wurde nach Friedrich Schiller benannt, der auch eine Zeit lang in der Stadt lebte.

## Bauwerke
- In der Ecke Garten-/Geschwister-Scholl- und Schillerstraße 3 steht die Pestalozzischule.[3] Bis 1991 befand sich dort auch die Sehbehindertenschule Hermann-Herzog-Schule.[4] Auch eine Schulbus-Haltestelle befindet sich dort.[5]
- In der Nr. 12 steht das Kirchengebäude der Christengemeinschaft, die seit 1922 in Heilbronn existiert.[6]
- Seit 2001 sind die Freie Baptisten – Gemeinde Heilbronn e. V in der Nr. 16.[7]
- Zwischen den Häusern Nr. 17 und 29 gibt es drei Südeingänge zum Alten Friedhof. Vor diesem Gebäude befinden sich auch Stolpersteine für die Familie Kern.[8]
- Vor der Nr. 34 befindet sich ein Stolperstein für Cäcilie Siegler (geb. Stern).[9]
- Das Gebäudekomplex Nr. 36–38, das auch teilweise zu Karmeliterstraße und zur Karlstraße gehörte, war eine Hammer-Brennerei bzw. gehörte zu Landauer & Macholl.[10]
- Vor der Nr. 48 befinden sich Stolpersteine für die Familie Heilbronner.[11]

### Abgegangene Bauwerke
- Das ehemalige Wohnhaus Nr. 18 wurde durch den Architekten Dr. Otto Dessecker, der für die Baugesellschaft Heilbronn arbeitete, für den Privatier Christian Friedrich Heß erbaut. 1928 ließ Dr. Hugo Kern Spülaborte einbauen. Von 1936 bis 1939 ließ der Bücherrevisor Wilhelm Hahn Badezimmer einbauen.[12]
- Das Haus Schillerstraße 19 (vorher Andersenstraße) wurde 1963 erbaut und ab 2011 abgebrochen.[13]
- Das ehemalige Wohnhaus Nr. 55 wurde vom Architekten Jakob Saame für den Kaufmann Otto Pfitzer erbaut.[14]